# هیوا ریل استیت
هیوا ریل استیت (انگلیسی: Heiwa Real Estate) شرکت املاک ژاپنی است، که در سال ۱۹۴۷ تأسیس شد.